# Hendrik Pekeler
Hendrik Pekeler (født 2. juli 1991 i Itzehoe) er en tysk håndboldspiller, som spiller for THW Kiel og det tyske herrelandshold.
Pekeler, der er stregspiller, har spillet i flere omgange for THW Kiel, men har også spillet for andre tyske klubber, heriblandt TBV Lemgo og Rhein-Neckar Löwen. Han debuterede for det tyske A-landshold 14. marts 2012, og han har været med til at blive europamester med Tyskland i 2016. Samme år var han med til at vinde OL-bronze i Rio de Janeiro. Han var også med ved VM 2019, 2016 og OL 2020 i Tokyo (afholdt 2021), hvor Tyskland ikke nåede blandt medaljetagerne. Efter OL valgte han at holde pause på landsholdet indtil videre.